# Tank

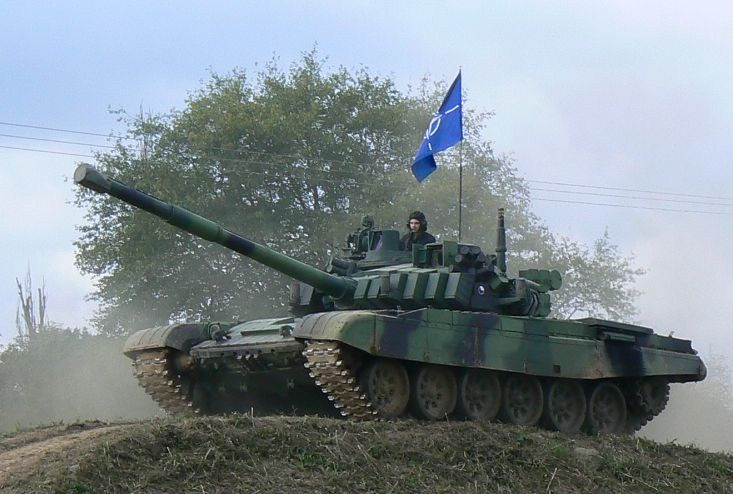
Tank T-72M4CZ české armády

Tank je silně obrněné bojové vozidlo s pásy, věží a kanónem, jehož primárním účelem je likvidace nepřátelských pozemních sil přímou palbou. Moderní tanky se vyznačují velkou palebnou silou (přičemž jejich nejobvyklejší hlavní výzbroj představuje kanón) a vysokou úrovní pancéřové ochrany a mobility. Mohou se vysokou rychlostí pohybovat terénem, nejsou ale určeny pro nepřetržitý boj, neboť potřebují pravidelnou a náročnou údržbu a časté doplňování munice a paliva.
Tank je nejlépe pancéřovaný bojový prostředek ze všech pozemních bojových vozidel a nese z nich nejefektivnější protitankové zbraně. Tyto charakteristiky společně s intenzívním hlukem, který vydává pohybující se tanková formace, dělají z tanku jednu z nejobávanějších zbraní na bitevním poli, ceněnou pro šok, který působí na jiné typy jednotek. Tanky mohou být nasazeny v boji samostatně (obvykle v přehledném terénu) nebo v kombinaci s ostatními typy zbraní, zejména dělostřelectva a pěchoty (bez podpory pěchoty se tanky zpravidla neobejdou při boji v málo přehledných terénech, jako je les, město, nebo hustá vysoká tráva). Tank je však také výbornou defenzívní zbraní, lze jej použít ve statické obraně (např. v okopu) a v případě potřeby je možné provést protiútok a zase se stáhnout.
Vojenská cvičiště pro tanky se nazývají tankodromy. Vzhledem k jejich specifickému povrchu se toto slovo někdy používá v přeneseném významu i pro nekvalitní komunikace, zejména silnice.

## Vývoj a vznik tanku
Jedna z historických součástí tanku – housenkové pásy – byly vymyšleny v roce 1770 Richardem Edgeworthem. Praktické uplatnění však našly poprvé až na přelomu 19. a 20. století u pásových traktorů. 
Důležitým mezníkem v dějinách tanků je v roce 1899 první „válečný motorový vůz“. Toto vozidlo bylo vybaveno motorem Daimler, pancéřováním a dvěma kulomety systému Hirama Maxima.
Na vzniku prvního tanku se také podílel While Hankey 26. prosince 1914 v oběžníku „Memorandum o 'speciálním zařízení'“ (memorandum on 'special devices'). Následně byl v červnu 1915 předveden stroj Killen-Straita – to už ale uběhl téměř rok války.

## Historie
S prvním návrhem tanku přišel vynálezce Leonardo Da Vinci.
Tanky byly poprvé použity v první světové válce. Samotné slovo tank (anglicky nádrž) byl krycí název projektu. Slovo tank se zvolilo a vžilo pro technologickou podobnost výroby s nádržemi (angl. tanky). Původní tanky byly vyvinuty pro rozhodující změnu patové situace vzniklé po hromadném zavedení kulometů, ostnatého drátu a hlavně zákopové války.

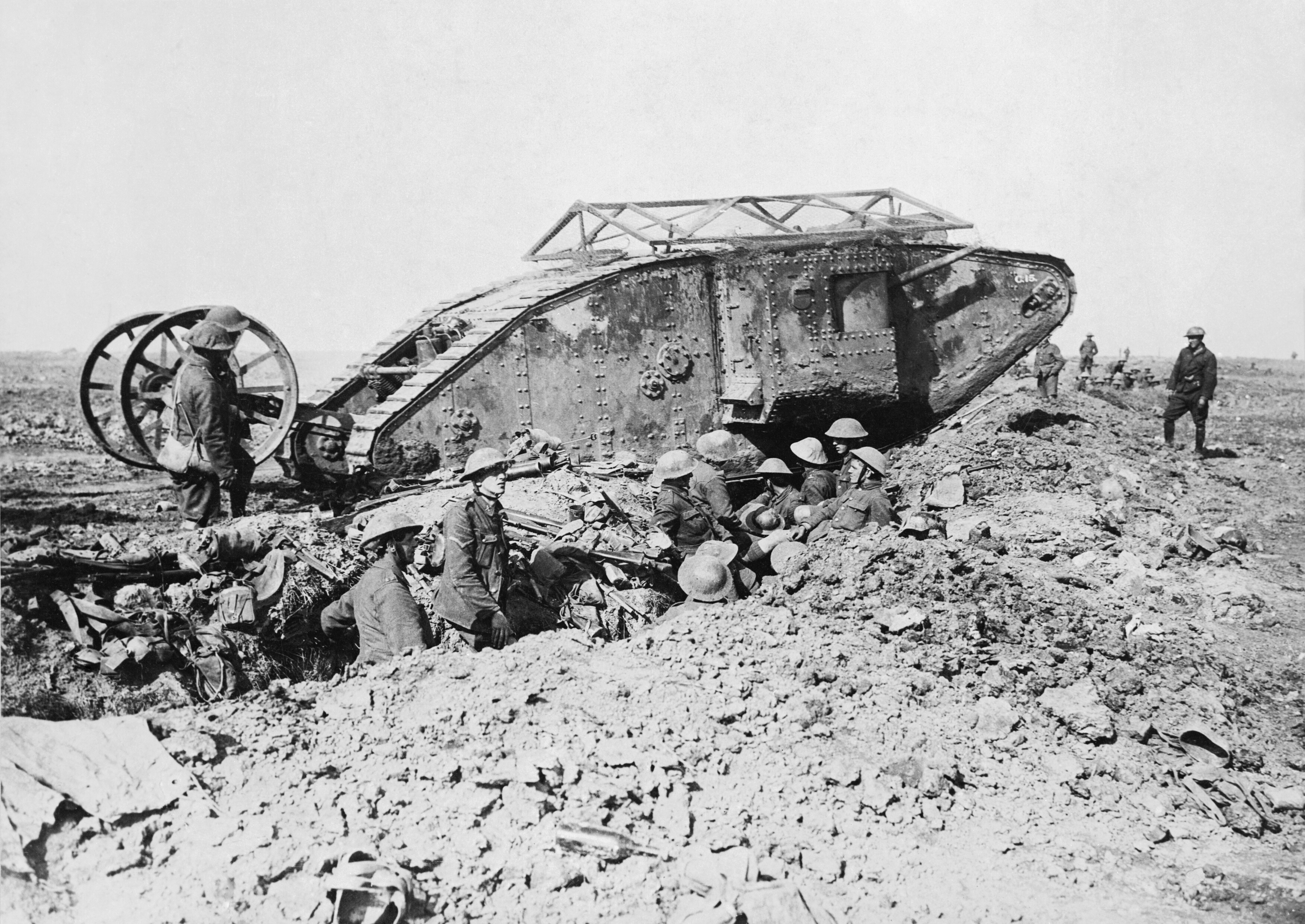
Britský tank Mk. 1 – první tank zavedený do výzbroje

Dnešní koncepce tanků se skládá v drtivé většině případů z jedné věže a jednoho kanónu. Ne vždy tomu ale tak bylo. Kolem přelomu dvacátých a třicátých let 20. století byla uváděna ve skutečnost i myšlenka vícevěžových. Výhoda je na první pohled zřejmá: Možnost vést palbu na více cílů zároveň. Následně se ale ukázalo, že nevýhody toto uspořádání značně toto pozitivum převyšují (především technická poruchovost). Vrcholem[zdroj⁠?!] vícevěžových tanků se stal ruský pětivěžový T-35, který se dočkal nasazení ještě za druhé světové války.
Vzhledem ke specifickým podmínkám boje ve městech, který je nevyhnutelnou součástí současného bojového nasazení tanků, i dnes se uplatňuje vícevěžová koncepce. Protože vlastně každá dálkově ovládaná stanice, obvykle vyzbrojená kulometem, není nic jiného než další věž tanku. Tato koncepce nabízí prakticky jen výhody – posádka je chráněná uvnitř tanku, stanice slouží nejen k likvidaci nepřítele ale i k pozorování okolí, stanice se dá osadit poměrně pestrou paletou výzbroje (kulomety, granátomety, atd.). Jediná nevýhoda je samozřejmě vyšší cena oproti prosté lafetaci standardního kulometu, ale při současném rychlém rozvoji elektroniky a optiky budou zřejmě náklady klesat a tento trend pokračovat.
Během druhé světové války se tanky staly rozhodující zbraní pozemních bitev.
Po konci druhé světové války ještě konstruktéři tanků hledali směr, jakým by se měl vývoj ubírat. Vývoj se ubíral cestou vylepšování tanků, kdy v SSSR byla vylepšena konstrukce T-44 z konce války a vznikl T-55, zatímco USA vyvinuli z tanku M26 Pershing varianty M47, M48 a M60 Patton.
V tomto období stále koexistovaly tanky lehké, střední a těžké (zastoupené např. americkým M103, britským Conqueror nebo ruskými IS-2 a T-10). Časem zanikla kategorie těžkých tanků a vyvíjely se pouze kategorie středních tanků, v menší míře kategorie tanků lehkých.
Během 60. a 70. let zavedl SSSR novou řadu tanků – T-62, T-64 a T-72, které předčily tehdejší americké stroje ve všech ohledech.
V Evropě tehdy existovaly jen 2 tanky schopné se těmto postavit – německý Leopard a hlavně britský Chieftain. Chieftain byl považován za nejlépe vyzbrojený a pancéřovaný tank NATO než jej začal nahrazovat nový typ Challenger 1 se speciálním pancéřováním Chobham.

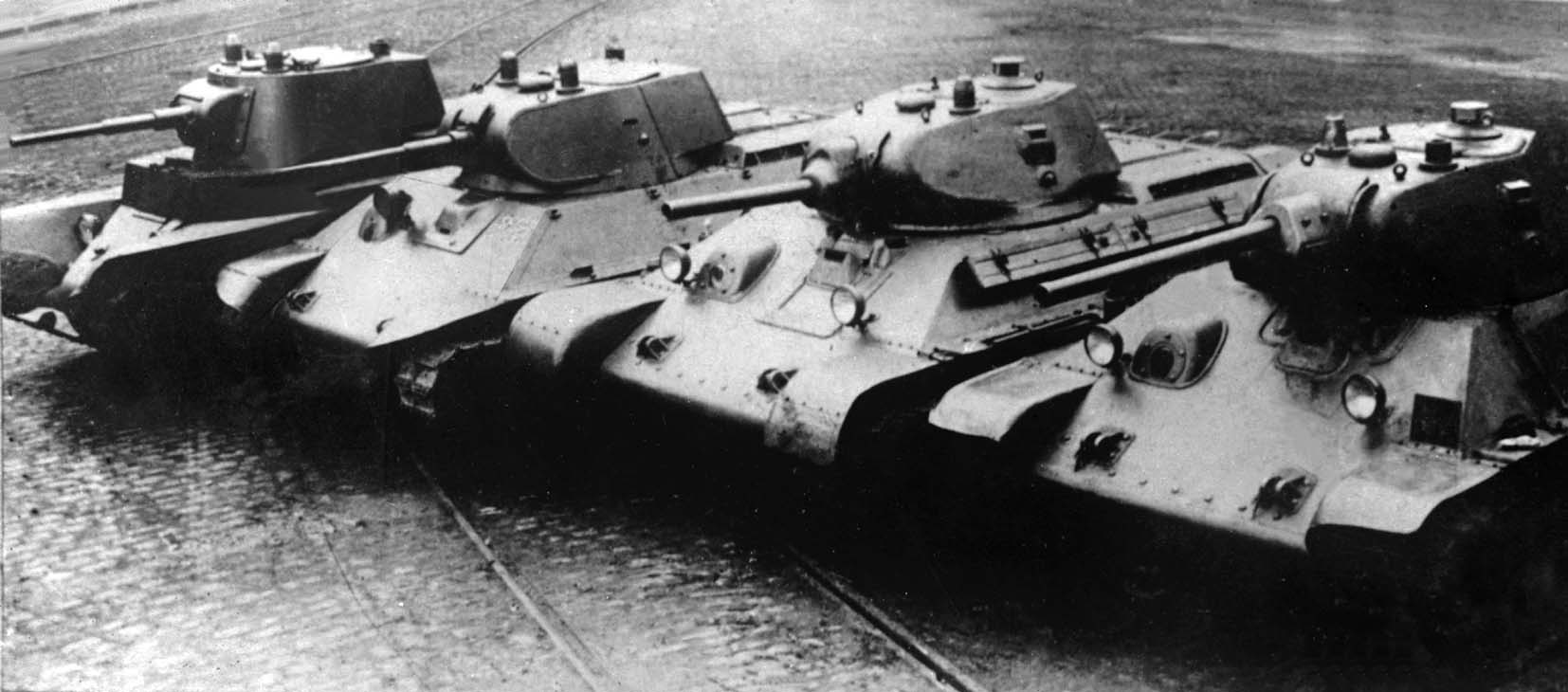
T-34

USA spolu s Německem hledaly cestu k novému tanku, a po zrušení společného projektu přetechnizovaného tanku MBT-70 se oba státy vydaly cestou vlastního vývoje, čímž v USA vznikl typ M1 Abrams a v západním Německu typ Leopard 2, přičemž oba tanky (americký od verze A1) používaly stejnou hlavní zbraň, německý 120mm kanón Rheinmetall Rh-120.
Rusové samozřejmě nemohli nereagovat, a tak vznikly tanky T-72B a T-80, které měly zesílený, v případě T-80 také kompozitní pancíř.
Všeobecně od té doby platilo, sovětské tanky spoléhaly na manévrovatelnost, kdežto americké M1 spoléhaly na zepředu neprorazitelný pancíř, doplněný ve verzi M1A1HA vrstvou ochuzeného uranu, se kterým měl pancíř RHA ekvivalent 1,3 m silného pancíře z homogenní válcované oceli.
Vlivem zvyšování pancéřové ochrany tanků (více pancíře = větší hmotnost, potřeba zachování stejné rychlosti těžšího tanku vyvolala instalaci výkonnějšího = těžšího motoru) vzrostla hmotnost středních tanků na úroveň těžkých tanků z doby druhé světové války. To vedlo ke vzniku nové třídy tanků nazvané hlavní bojový tank, anglicky Main Battle Tank (zkratka MBT), která nahradila kategorii středních tanků. Těch pár typů třídy lehkých tanků, které poté vznikly, jsou označovány jako stíhač tanků, či tanky pro výsadkové vojsko. Specifická z tohoto pohledu je Francie, která provozuje vedle hlavních bojových tanků 4. generace Leclerc, také značné množství lehkých kolových tanků. Nicméně všechny moderní tanky spadají právě do kategorie hlavních bojových tanků.

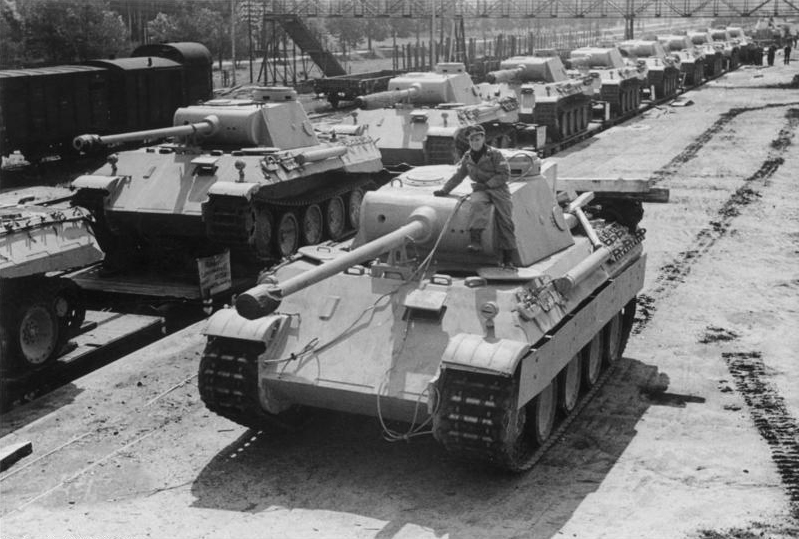
Panther

Po skončení studené války se vývoj zpomalil – Rusko zavedlo nové verze T-72/80, zvané T-90S, které disponují systémem řízení palby srovnatelným se soudobými západními tanky. Leopard 2 byl modernizován až na standard Leopard 2A7 a M1 Abrams byl modernizován na M1A2SEP. V současné době vyrábějí či teprve vyvíjejí tanky i zdánlivě průmyslově zaostalé země jako Indie, Pákistán či Jihoafrická republika. Za zmínku také stojí izraelský tank Merkava, který byl kompletně vyvinut v Izraeli a jeho koncepce je značně odlišná. Jedná se o hlavní bojový tank, který má však motor umístěný vpředu, což zvyšuje ochranu posádky, ale také to umožnilo vznik prostoru pro pěchotu v zadní části tanku. Tank tak může vést plnohodnotný tankový boj a zároveň sloužit jako bojové vozidlo pěchoty, či bezpečně odvážet zraněné vojáky. Komerčně nejúspěšnějším tankem (tj. vyvezený do nejvíce zemí) je však německý Leopard 2, který se řadí k nejlépe pancéřovaným a vyzbrojeným tankům na světě.

## Popis současného tanku

### Korba

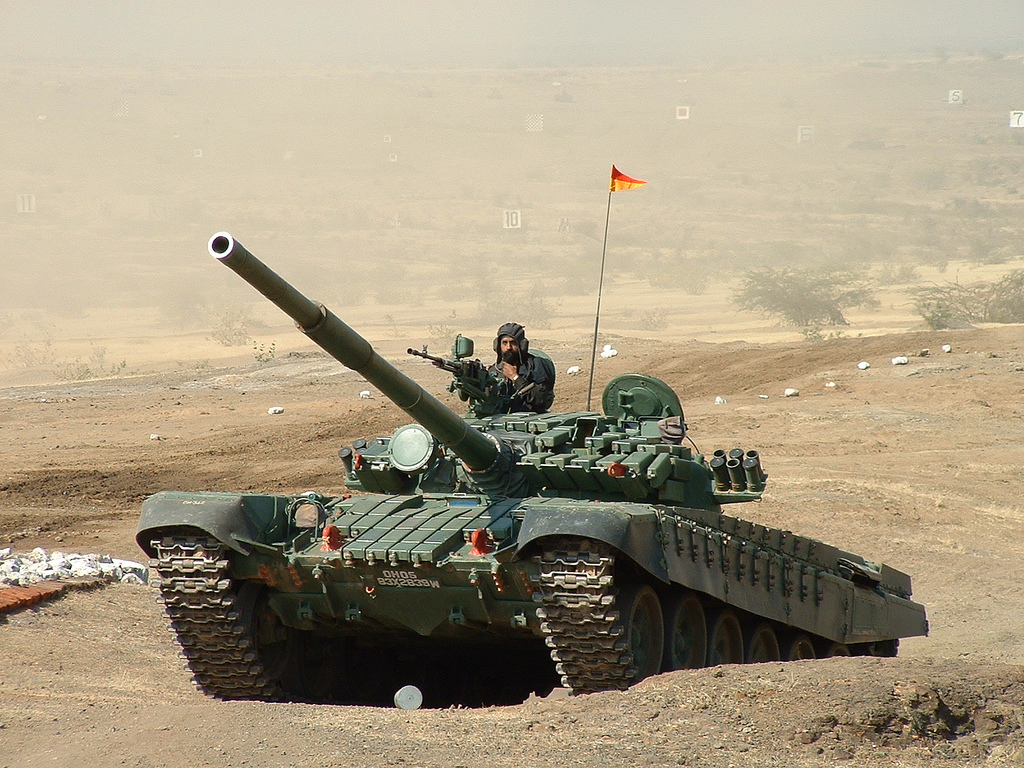
Tank T-72 indické armády

Korba je část tanku, ve které se nachází palivo a motor a ke které je připevněn podvozek a věž.
V přední části korby sedává řidič, ve střední části je prostor pro věž, v zadní části je umístěn motor. Jednou z mála výjimek od této koncepce je izraelský tank Merkava, u kterého je motor umístěn vedle řidiče (stejně jako u bojového vozidla pěchoty[zdroj⁠?!]) a zadní část opatřená vraty se dá využít k přepravě další munice, pěchoty či k evakuaci posádky jiného poškozeného tanku z bojiště.

### Pásy

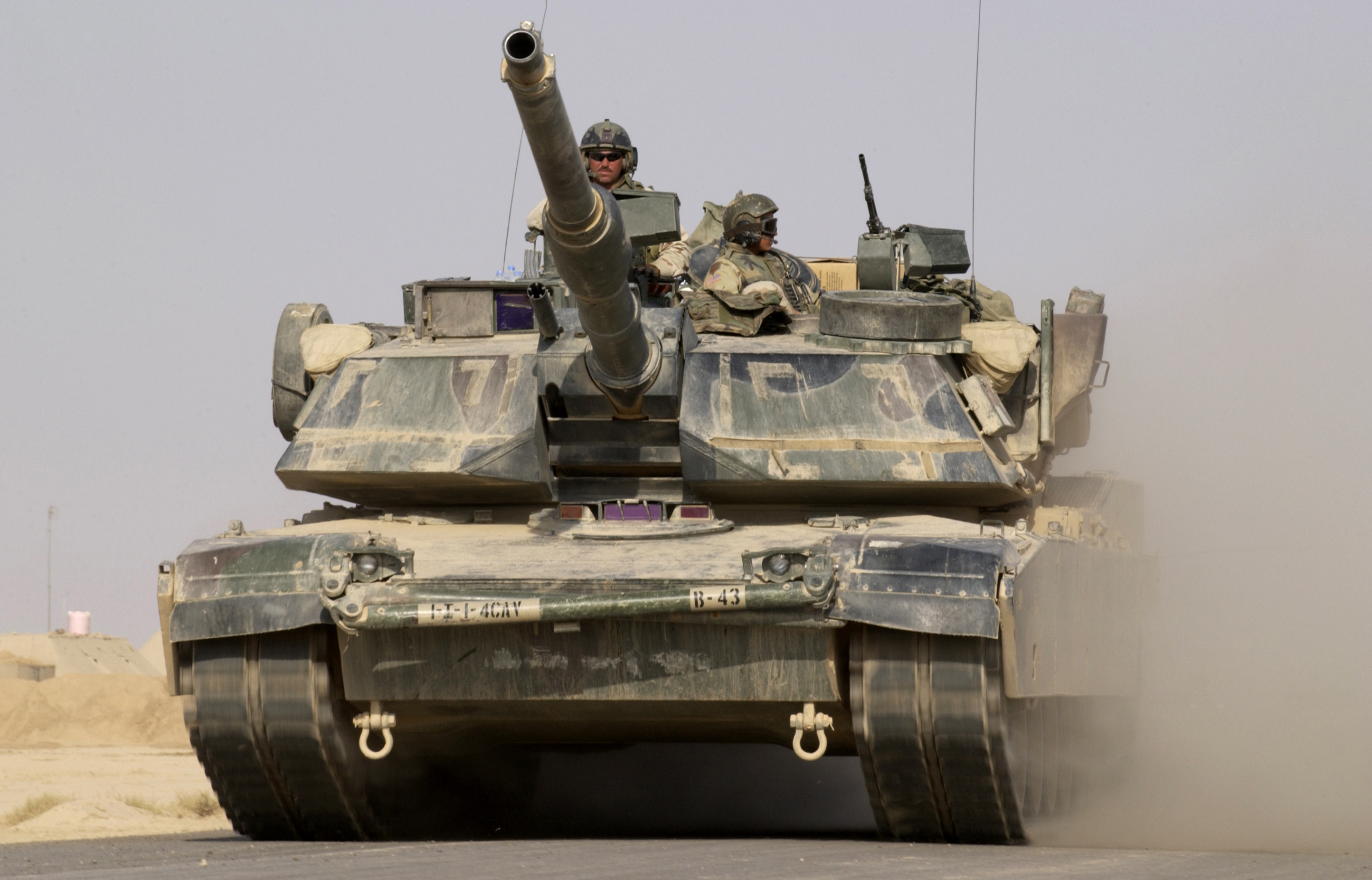
M1A1 Abrams

Jsou dva a jsou nejslabším prvkem tanku a zároveň jeho největší výhodou:
pásy jsou kritický prvek, jelikož je jimi tank řízen (zatáčení se děje udělováním rozdílných rychlostí pásům) a zničení byť jediného pásu tedy znamená zastavení tanku (což se v boji prakticky rovná zničení), ale zároveň udělují tanku nepřekonatelnou přilnavost a velmi nízké měrné zatížení, díky kterému dokáže tank vyšplhat i kopec, který by byť mnohem lehčí kolové vozidlo nevyjelo. Většina dnešních tanků totiž dokáže vyjet suchý kopec o podélném sklonu 60% (cca 31°, maximum například pro M1A1 Abrams), i když jen rychlostí 1–5 km/h.

### Otočná věž
Je poháněna hydraulikou a ovládána elektronicky.
Bývá vepředu zkosená, aby se zlepšila pasivní ochrana. Sedí v ní střelec a velitel, u tanků s manuálním nabíjením kanónu i nabíječ. Ve věži je také umístěna munice, a to buď vedle nabíječe a střelce (což je nebezpečné, protože při zásahu tato munice může explodovat, což je příčinou toho, že po zásahu odletí věž některých ruských tanků mnoho desítek metrů – jde o tzv. efekt čertíka v krabičce) nebo v prostoru odděleném pancéřovými dveřmi, který má navíc deflekční panely (slabá místa na stropě věže, které při výbuchu munice odletí a tím usměrní sílu exploze nahoru, mimo prostor posádky) – deflekční panely má např. americký M1 Abrams nebo ruský tank T-80UM2. Ostatní tanky, včetně T-72 mají munici uloženou volně ve věži.
Vedle kanónu je instalován spřažený (nebo též koaxiální) kulomet, sloužící ke střelbě na pěchotu či nepancéřované cíle (u exportních francouzských tanků řady AMX 3x byl místo kulometu osazen automatický kanón). V blízkosti kanónu tanku se nachází optický zaměřovač střelce. U moderních tanků je na stropě věže umístěn nezávisle pohyblivý zaměřovač velitele, který během palby střelce na cíl vyhledává cíl nový a po zničení předešlého cíle (v případě zjištění nebezpečnějšího cíle, např. tanku místo „obyčejného“ obrněného transportéru, i před jeho zničením) stiskem jednoho tlačítka navede kanón na nový cíl.[zdroj⁠?!] Tím nalezený cíl předá střelci, a opět vyhledává cíl nový. Na stropě věže bývá lafetován obvykle velkorážový protiletadlový kulomet obsluhovaný většinou velitelem tanku (u slovenského modernizovaného tanku T-72 Moderna je místo protiletadlového kulometu osazen opět automatický kanón). Např. americký tank M1 Abrams má navíc na střeše lafetován kulomet ráže 7,62 mm obsluhovaný nabíječem, izraelská Merkava 60 mm minomet určený pro boj s nepřítelem na střechách domů. V poslední době se po zkušenostech z bojů ve městech také zkoušejí dálkově ovládané zbraňové stanice, tedy obvykle kulomety spřažené se zaměřovací optikou a ovládané z vnitřku tanku. Díky tomu není posádka tak zranitelná.
Věž tanku je také vybavena zadýmovacími granátomety, které slouží k vytvoření dýmové clony kolem tanku a tím znesnadnění zaměření tanku nepřítelem.
Existují však některé příklady neortodoxní konstrukce. Například Švédsko vyvinulo a provozovalo takzvaný S tank, který měl bezvěžovou koncepci a střelec mířil celým vozidlem. Dnes je však považován za slepou uličku vývoje.[zdroj⁠?!]

### Kanón

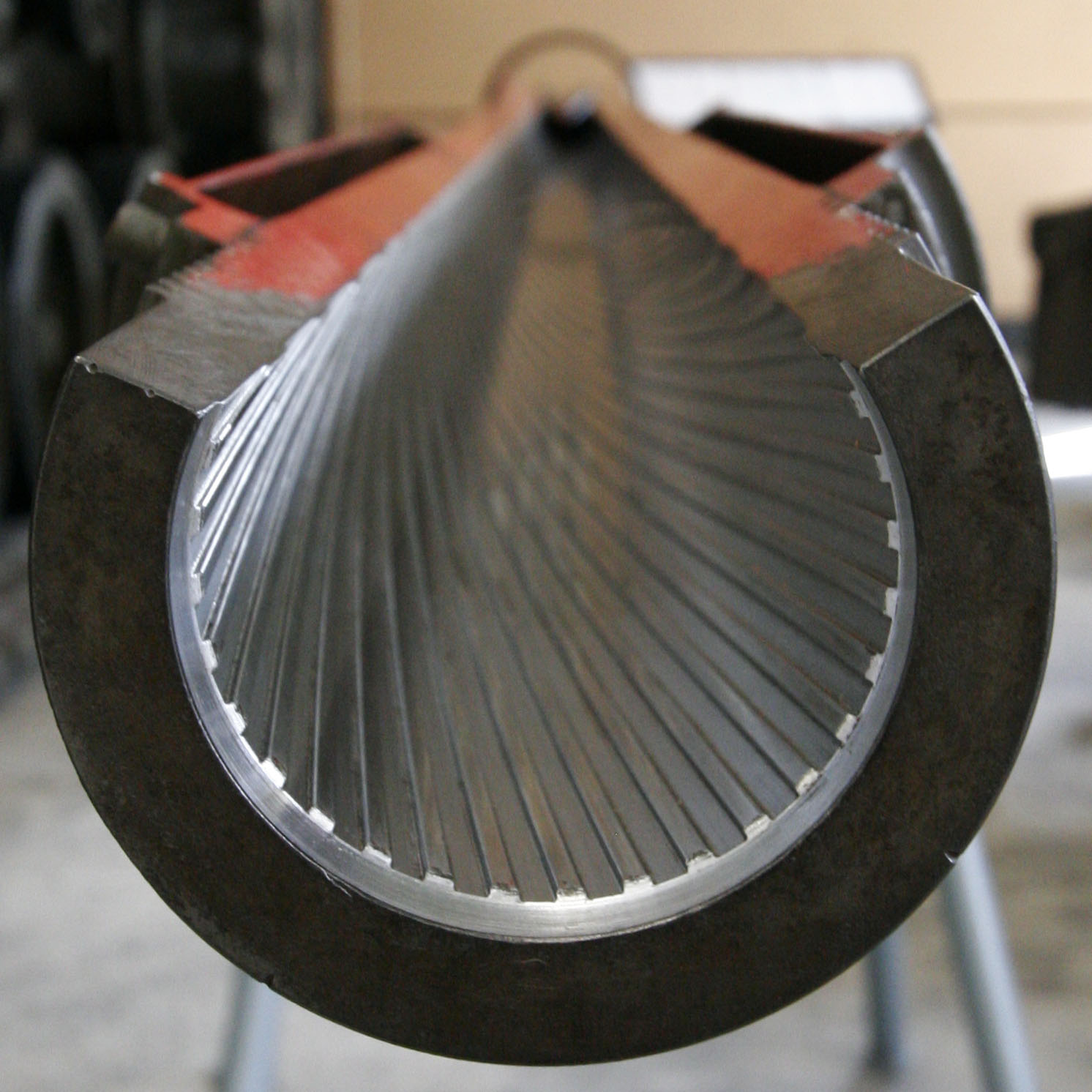
Řez kanonem ráže 105 mm

Ve výzbroji se stále nacházejí tanky starších typů, jejichž kanóny s drážkovaným vývrtem mají ráži 105 mm v případě „západních“ konstrukcí, tanky sovětského původu mají kanóny ráže 100 mm. Moderní tanky jsou osazeny kanóny s hladkým vývrtem. „Západní“ typy mají ráži 120 mm, ruské 125 mm (tank T-62 má ráži 115 mm).
Zajímavostmi jsou pak, anglická škola, která i nadále upřednostňuje drážkovaný vývrt hlavně a sovětské hlavně schopné odpalovat protitankové řízené střely (PTŘS), což bylo kompenzací méně výkonných balistických počítačů oproti západním.
Kanon je schopen střílet několik druhů munice, a nabíjí ho buďto nabíječ nebo nabíjecí automat.
U moderních tanků je kanon stabilizovaný (tzn. že stále míří na určený cíl bez ohledu na terénní nerovnosti či směr jízdy tanku). Stabilizaci zajišťují výkonné gyroskopy.

### Motor
Většina typů tanků používá dieselový motor, pouze americký M1 Abrams a ruský T-64/T-80 používají plynovou turbínu.
Výhodou dieselového motoru je nízká spotřeba a z toho plynoucí vysoký dojezd a relativně malá infračervená stopa.
Oproti tomu plynová turbína dává tanku podstatně lepší akceleraci a je menší. Současně má ovšem obrovskou spotřebu, velkou infračervenou stopu a hlavně konzumuje palivo stejně nezávisle na výkonu – když tank stojí tak plynová turbína spotřebovává palivo úplně stejně jako když jede na plný výkon. Plynová turbína je také náročnější na výrobu a je proto podstatně dražší a také složitější na údržbu. Navíc potřebuje složitý systém čištění vzduchu, přiváděného do ní, čímž je eliminována výhoda menších rozměrů turbíny samotné.
Motory mají výkon většinou v řádu stovek kW a udělují tankům rychlost okolo 70–80 km na pevném podkladu a 30–50 km v terénu. U nejmodernějších typů tanků je motor spojen s převodovkou do jednoho bloku (Power Pack), který je možné v případě jakékoliv poruchy vyměnit i v polních podmínkách v řádu desítek minut.

### Ochrana

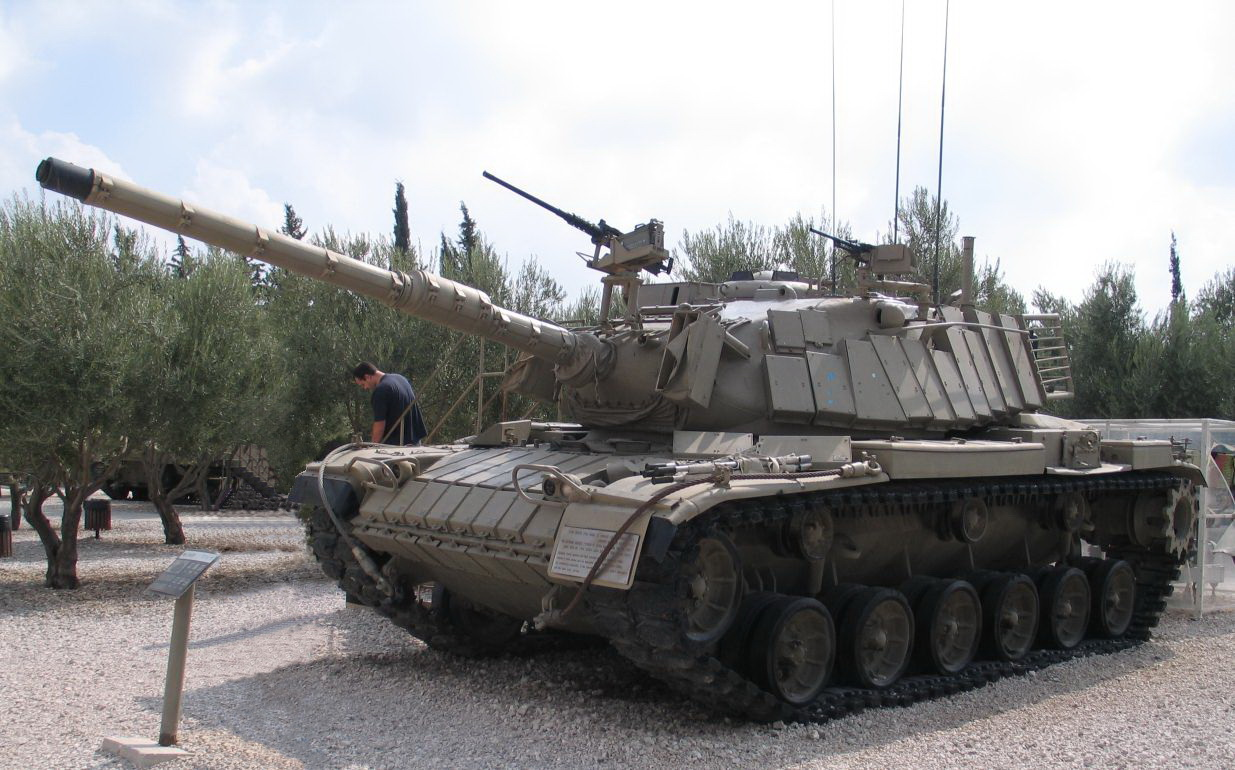
M60 s reaktivním pancéřováním

U tanků byl vždy kladen důraz na co nejvyšší odolnost proti působení protivníka. Jejím základem je pancéřování. U historických tanků až do typů používaných ve druhé světové válce se jednalo v drtivé většině o homogenní ocelový pancíř s různou tloušťkou a tedy i odolností. Po druhé světové válce, s nástupem protitankových řízených střel a jaderných zbraní, byly vyvinuty nové typy pancéřování, takzvané vrstvené nebo kompozitní pancéřování, označované také jako pancéřovaní typu Chobham. Jeho základem je kovová matrice, do které jsou vlisovány keramické destičky, které dobře odolávají jak kumulativním hlavicím, tak i kinetickým projektilům. Tento základ je pak jak z vnější, tak i z vnitřní strany obložen několika různými vrstvami tak, aby chránily keramické destičky proti poškození méně výkonnými zbraněmi a také posádku a vnitřní zařízení před úlomky odštípnutými z pancíře při zásahu tanku. U většiny typů tyto vrstvy slouží také jako antiradiační štít pro odstínění pronikavé radiace vzniklé při jaderném výbuchu. Vzhledem k tomu, že takovéto pancéřování tvoří podstatnou část váhy tanku, hledají se cesty k jeho optimalizaci. Jedním z trendů je modularita a přídavné sady pancéřování, které v případě potřeby dále zvyšují odolnost. Jde jak o klasické přídavné pláty, tak i o speciální mřížové pancéřování, které dokáže podstatně snížit efekt kumulativních hlavic a přitom je relativně lehké a laciné.
Moderní a modernizované tanky jsou také běžně opatřované reaktivním pancéřováním. To představuje sada menších schránek s trhavinou uloženou mezi kovové desky, která je odpálena v případě zásahu. Energie výbuchu a posun desek pak efektivně narušuje plazmový paprsek kumulativních hlavic nebo už méně efektivně rozrušuje kinetické penetrátory. První reaktivní pancéřování zaváděly armády Izraele a Ruska (SSSR). V Česku je použito na modernizovaných tancích T-72.
V současnosti jsou do výzbroje zaváděny také aktivní systémy. Ty zahrnují systémy typu soft-kill a hard-kill. Systémy typu soft-kill mají za úkol zabránit zásahu tanku řízenou střelou tak, že zaruší, nebo dokonce zničí její naváděcí systém. Naproti tomu systémy typu hard-kill ničí samotnou přilétající střelu, a to na větší vzdálenost antiraketou, nebo na kratší odpálením kovového projektilu proti střele. I zde jsou průkopníky Izrael a Rusko se systémy Trophy, Iron Fist, Štora-1 a Arena. Dlužno zmínit, že systém aktivní ochrany pancéřových vozidel, používající jako akční prvek tzv. explozí formovanou sekeru (EFA), je vyvíjen i v České republice. Aktivní a reaktivní pancéřování má jako nevýhodu určité omezení součinnosti s pěchotou, protože na blízko se nalézající vojáky má efekt ne nepodobný šrapnelu. 
Ochranu obvykle doplňuje ještě sada multispektrálních zadýmovacích granátů a také senzory detekující různé druhy hrozby. Trendem je zapojovat všechny tyto části do jednoho systému, který detekuje hrozbu, identifikuje jí a provede adekvátní protiopatření.

## Posádka tanku
Většinu tanků obsluhuje 3 až 5 členů osádky. Jsou to:
- Velitel – Přijímá rozkazy od velení a je zodpovědný jak za samotný tank, tak i za celou posádku, které sám uděluje vlastní rozkazy. Vybírá cíle a rozhoduje o další činnosti. Je ve spojení s jinými tanky či pěchotou. Sedí ve věži pod velitelským poklopem. Dříve byl poklop opatřen neprůstřelnými průzory umožňující 360° rozhled, avšak v současné době to nahrazují moderní digitální pozorovací přístroje.
- Řidič – řídí vozidlo, v bojových podmínkách dle pokynů velitele. Dále funguje jako mechanik, co má na starosti správné fungování vozidla, zejména motoru. Jeho místo se nachází v přední části korby.
- Střelec – má na starosti tankový kanón a na rozkazy velitele zaměřuje cíle a ničí je. Může taktéž hlásit další možné cíle. Sedí ve věži pod velitelem.
- Nabíječ – Nabíjí kanón požadovanou municí, kterou mu velitel přikáže. Jeho pozice se nachází ve věži na opačné straně (od kanónu) než střelec s velitelem. U moderních vozidel tuto funkci někdy nahrazuje automatický nabíjecí systém.
- Radista – udržuje komunikaci s ostatními vozidly a často obsluhuje kulomet umístěný v korbě. Sedí v přední části korby hned vedle řidiče. V současné době je tento člen ještě více nahrazován než nabíječ a jeho funkci může snadno plnit velitel.

### Galerie umístění osádky

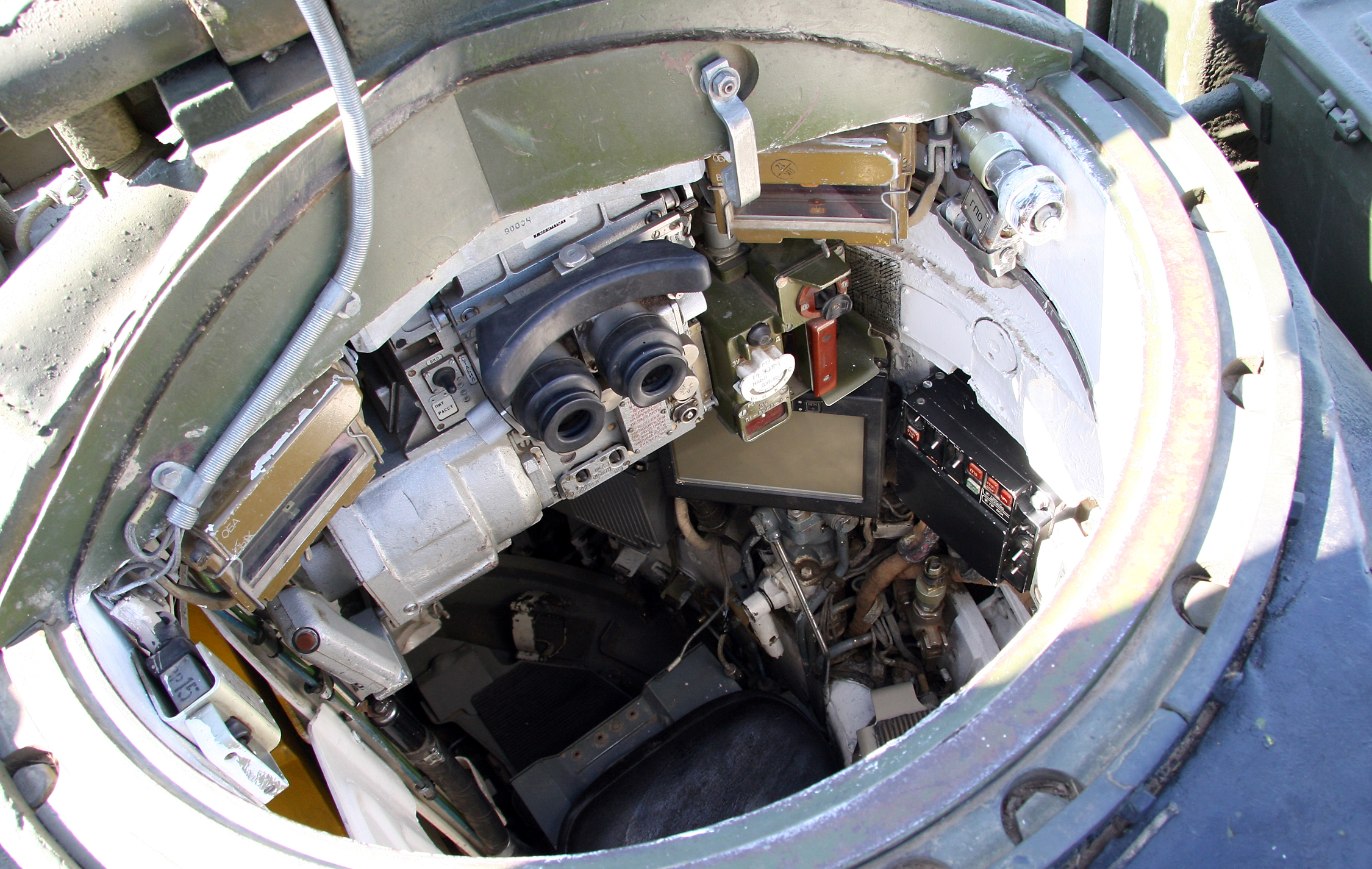
Pozice velitele v T-80
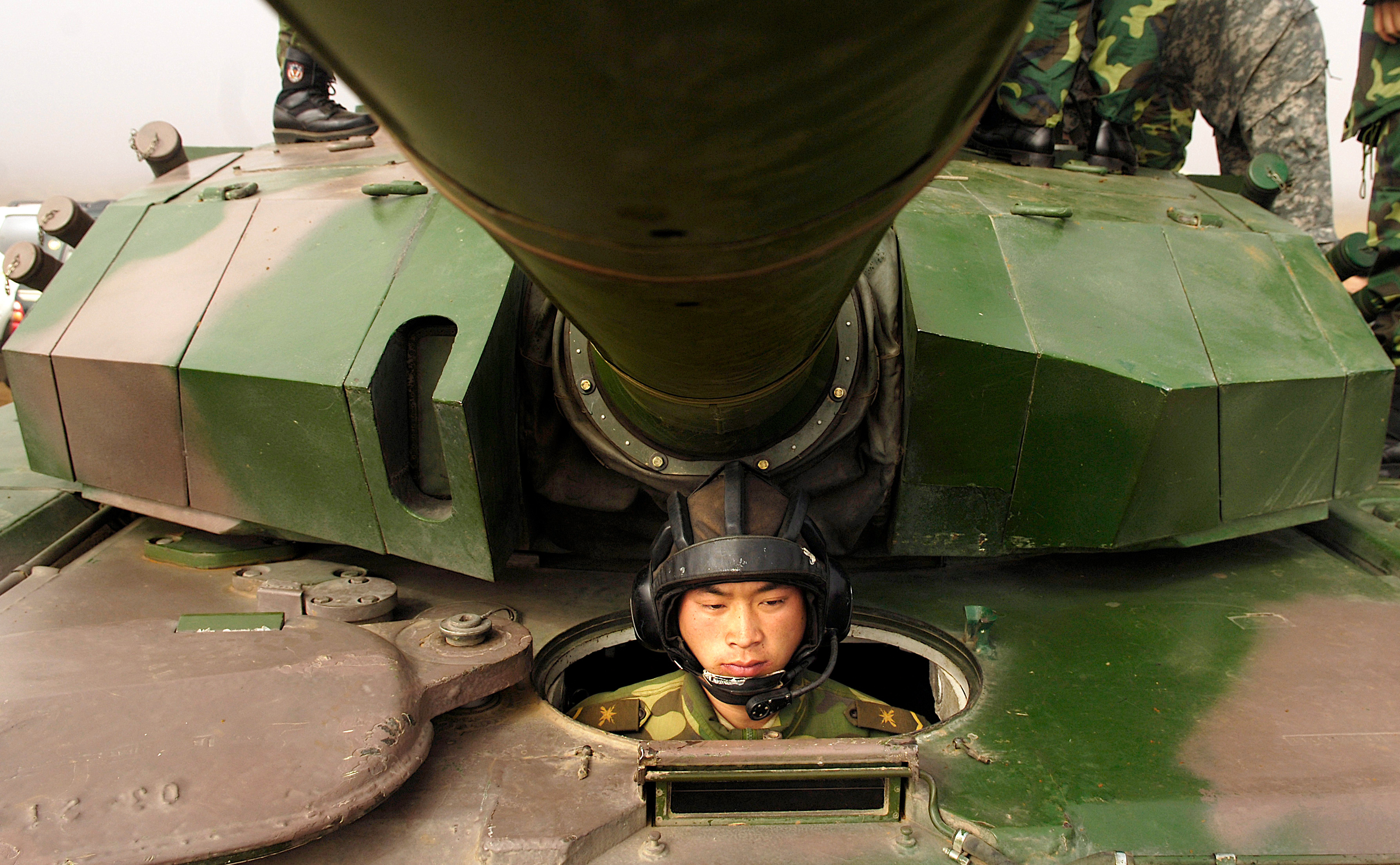
Řidič čínského typ 99.
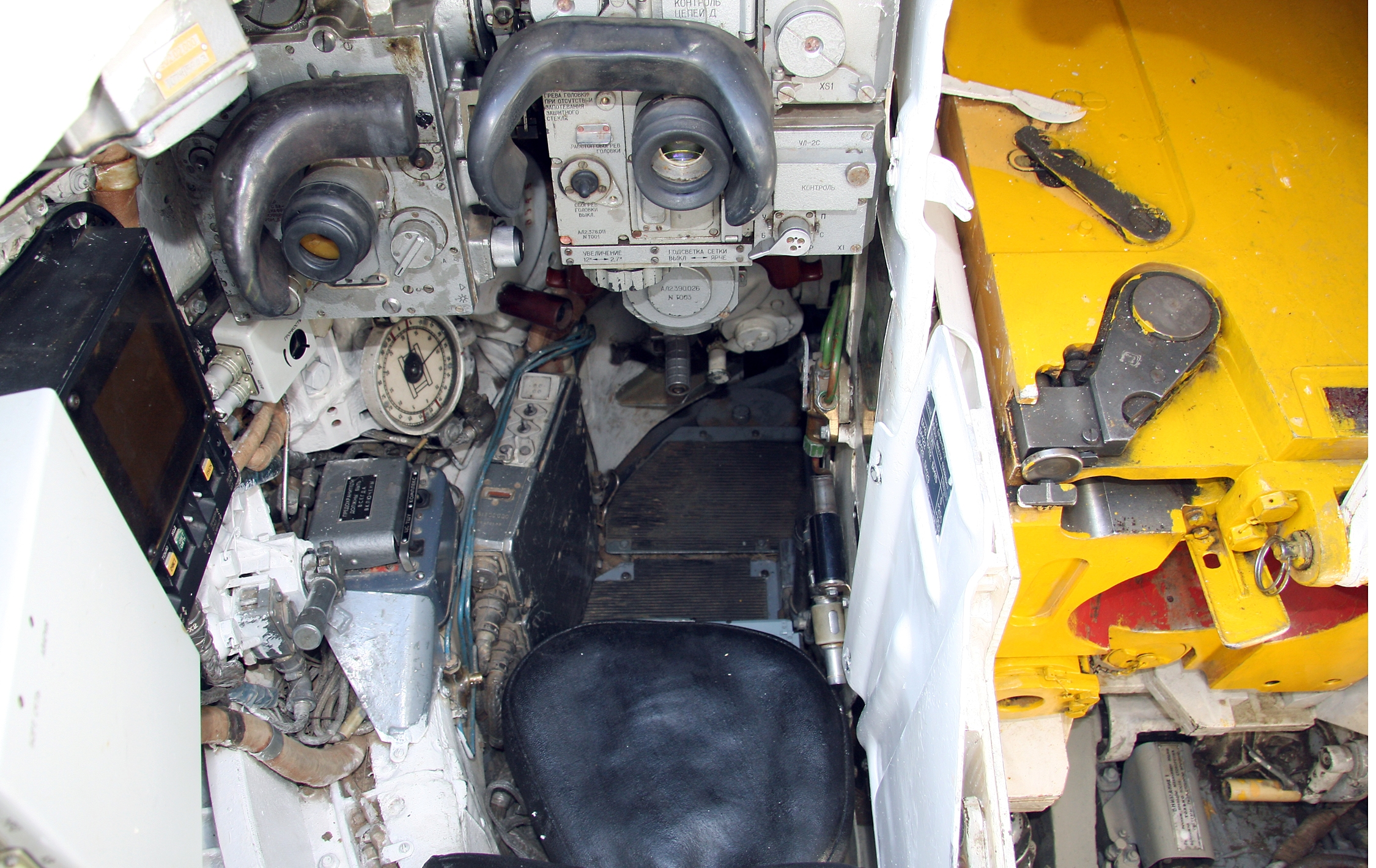
Střelcova pozice v T-80
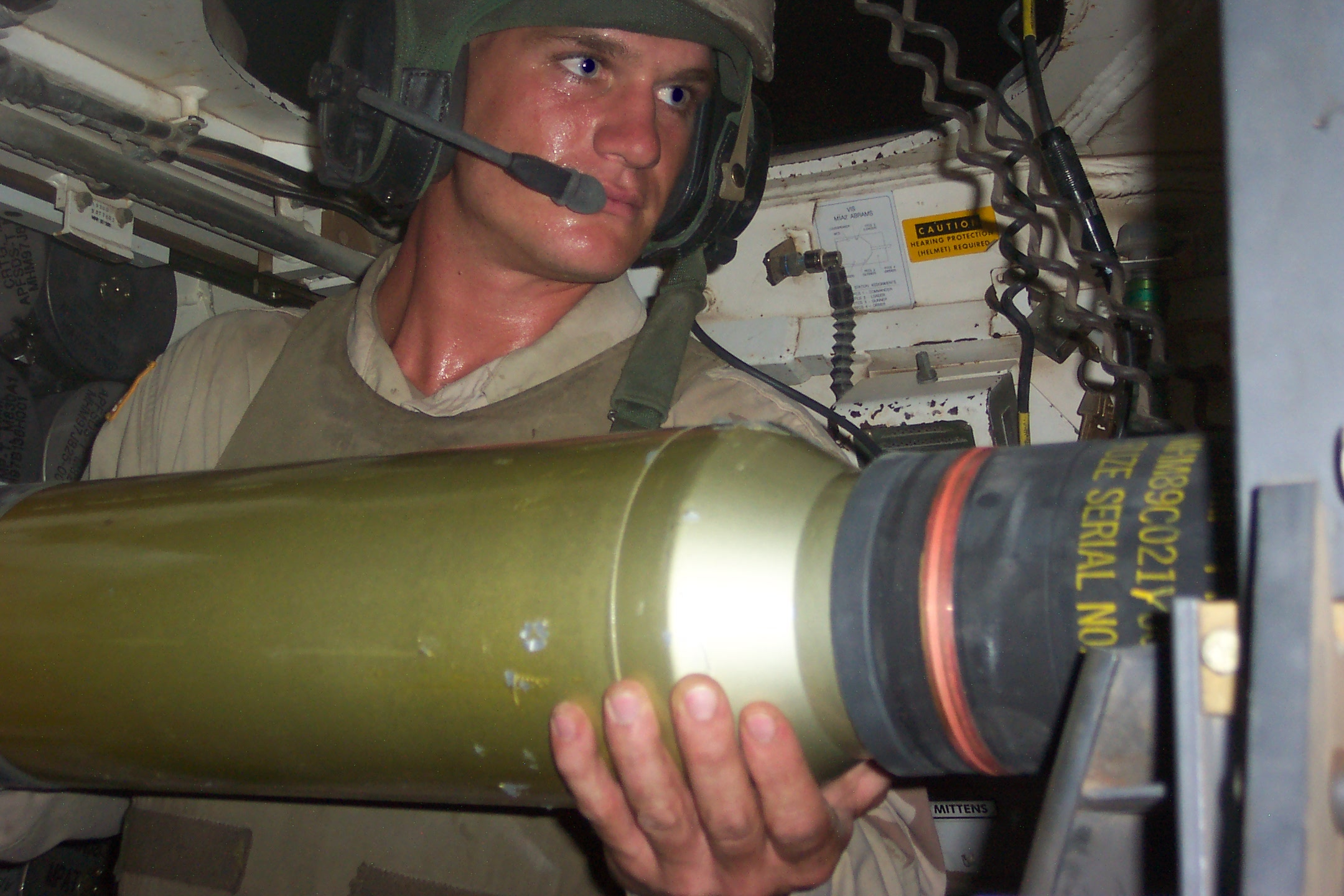
Nabíječ v M1 Abrams.

## Tanky 2. světové války

### Německo
- lehké: Pz I, Pz II, Pz 35(t), Pz 38(t)
- střední: Pz III, Pz IV, Panther (Pz V)
- těžké: Tiger I (Panzerkampfwagen VI), Tiger II (Panzerkampfwagen VI 2, Königstiger)

### SSSR
- lehké: BT, T-26, T-50, T-60,T-40, T-46, T-30, T-27, T-38, T-37, T-18
- střední: T-28, T-29,T-34, T-34/76, T-34/85
- těžké: IS, IS-2, KV-1, KV-2, KV-85, T-35, IS-3

### Velká Británie
- Pěchotní: Matilda Mk I, Matilda Mk II, Valentine Mk III, Churchill Mk IV
- Lehké: Vickers Mark E, Light Tank Mk II, Light Tank Mk III, Light Tank Mk IV, Light Tank Mk V, Light Tank Mk VI, Mk VII Tetrarch, Mk VIII Harry Hopkins
- Střední: Vickers Mk II, Sherman Firefly, M3 Grant, Comet I,
- Křížníkové:  Cruiser Mk I, Cruiser Mk II, Cruiser Mk III, Cruiser Mk IV, Covenanter, Crusader, Cavalier, Centaur, Cromwell

### USA
- Lehké: M22 Locust, M24 Chaffee, M-3 Stuart, M-5 Stuart
- Střední: M3 Lee, M4 Sherman, M26 Pershing (M26 Pershing byl považován i za těžký tank)

### Francie
- Pěchotní: Renault FT-17, FCM-36, Hotchkiss H-35/38/39, Renault B-1, Renault D-1, Renault D-2, Renault R-35/39/40
- Jezdecké: Renault AMC-34/35, Renault AMR-33/35, SOMUA S-35

### Itálie
- Lehké: CV 29, Fiat 3000, L3/33, L6/40
- Střední: M11/39, M13/40, M14/41, M15/42
- Těžké: P26/40

### Japonsko
- Plovoucí: Typ 2 Ka-Mi, Typ 3 Ka-Chi
- Lehké: Typ 2 Ke-To, Typ 4 Ke-Nu, Typ 92 Džú-sókóša, Typ 94 Te-Ke, Typ 95 Ha-Go, Typ 97 Te-Ke
- Střední: Typ 3 Chi-Nu, Typ 4 Chi-To, Typ 89 Chi-Ro, Typ 97 Chi-Ha

### Polsko
- Lehké: 7TP, 10TP, 14TP

### Maďarsko
- Tančíky: Fiat Ansaldo
- Lehké: Toldi III
- Střední: Turán III prototípus

### Kanada
- Křížníkové: Ram 2

### Austrálie
- Křížníkové: Sentinel

### Švédsko
- Lehké: Landsverk L-60

### Československo
- Lehké: Lt.vz.35, Lt.vz 38 (po německé okupaci Československa v roce 1939 byly přejmenovány na Panzerkampfwagen 35(t) a Panzerkampfwagen 38(t))
- Střední: St.vz.39

## Tanky ve výzbroji české a slovenské armády
Renault FT-17, Carden-Loyd Mk.VI., Tančík vz. 33, LT-34, LT-35, LT-38, LLT (LT-40), M5 Stuart, Crusader, Challenger, Cromwell, Sherman Firefly, T-70, T-34/76, T-34/85, IS-2, Pz-III, Pz-IV, Panther, Tiger I, IS-3, T-54, T-55, T-72, modifikace T-72M4CZ a Leopard 2A4

## Speciální varianty tanku

### Velitelský tank
Jedná se obvykle o běžný bojový tank, který je ale dovybavený výkonnějšími prostředky spojení, aby umožnil veliteli komunikovat s podřízenými tanky i nadřízenými stupni velení.

### Odminovací tank
Tank určený k vytváření průchodu v minových polích. Jde o standardní tank vybavený přídavným zařízením, sloužícímu k zneškodnění min buď jejich rozbitím či přivedením k předčasnému výbuchu. Zařízení může mít podobu pluhu, který miny vyorává ze země, podobu válce s řetězy, jejichž účelem je bušit do země a přivádět miny k výbuchu, případně může vytvářet silné elektromagnetické pole, které aktivuje miny reagující na průjezd kovových (magnetických) prostředků. Výjimečně se lze setkat i pouze s tankovým podvozkem (bez věže) vybaveným některým z výše uvedených zařízení.

### Plamenometný tank

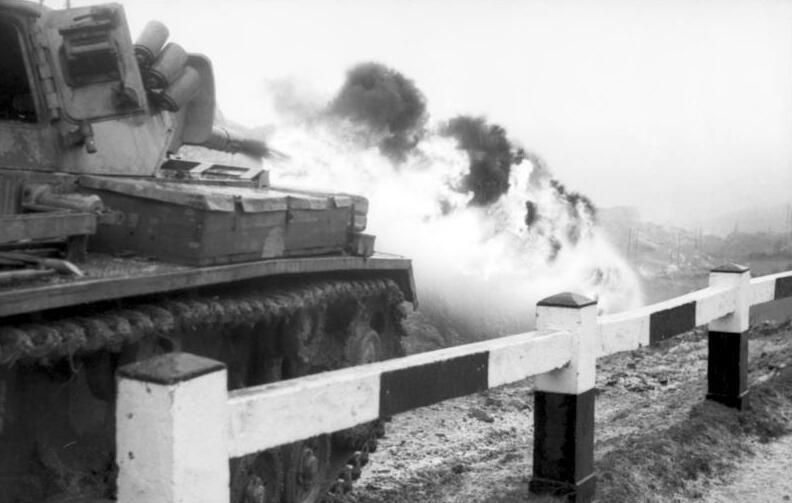
Plamenometný tank v akci

Tank, u kterého plamenomet doplňuje či nahrazuje kanónovou výzbroj. Tyto tanky byly ve výzbroji hlavních bojujících armád za 2. světové války.

### Ženijní tank (ozbrojený)

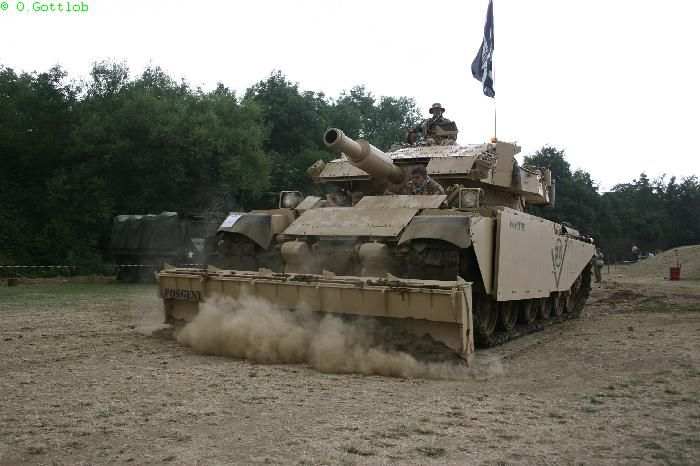
Britský ženijní tank Centurion Mk5 AVRE na podvozku tanku Centurion

Tank, jehož standardní kanón je nahrazen krátkým kanónem větší ráže, jehož účelem je boření polních opevnění. Mimo tohoto úkolu slouží k přepravě pomocných prostředků k překonávání těžkého terénu: svazků hatí nebo klád (k zasypání okopu / vytvoření přejezdu pro jinou techniku), různých rohoží (ke zpevnění příliš měkkého povrchu půdy) apod. Tento typ ženijního tanku je využíván hlavně Britskou armádou.

## Další využití tankových podvozků

### Mostní tank

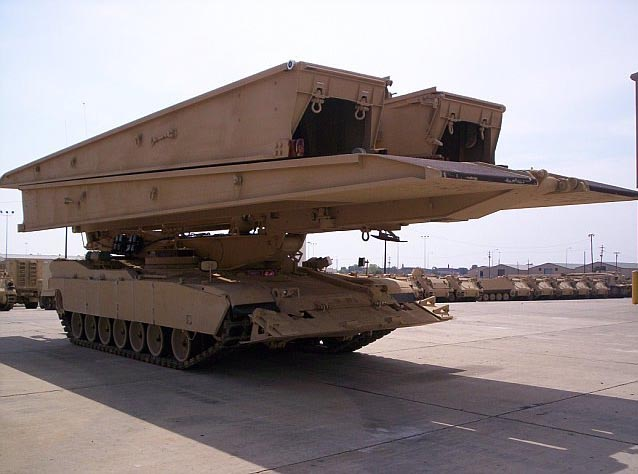
Americký mostní tank M104 Wolverine na podvozku tanku M1 Abrams

Mostní tank je samohybné obrněné transportní vozidlo-nosič, schopné nést a pomocí zabudovaného mechanismu pokládat a zvedat mostní konstrukci. Takové vozidlo s mostní konstrukcí pracuje jako integrovaný systém.Tento tank byl použit již za 2 sv. v. při vylodění v Normandii.

### Obrněné vyprošťovací vozidlo (Vyprošťovací tank)

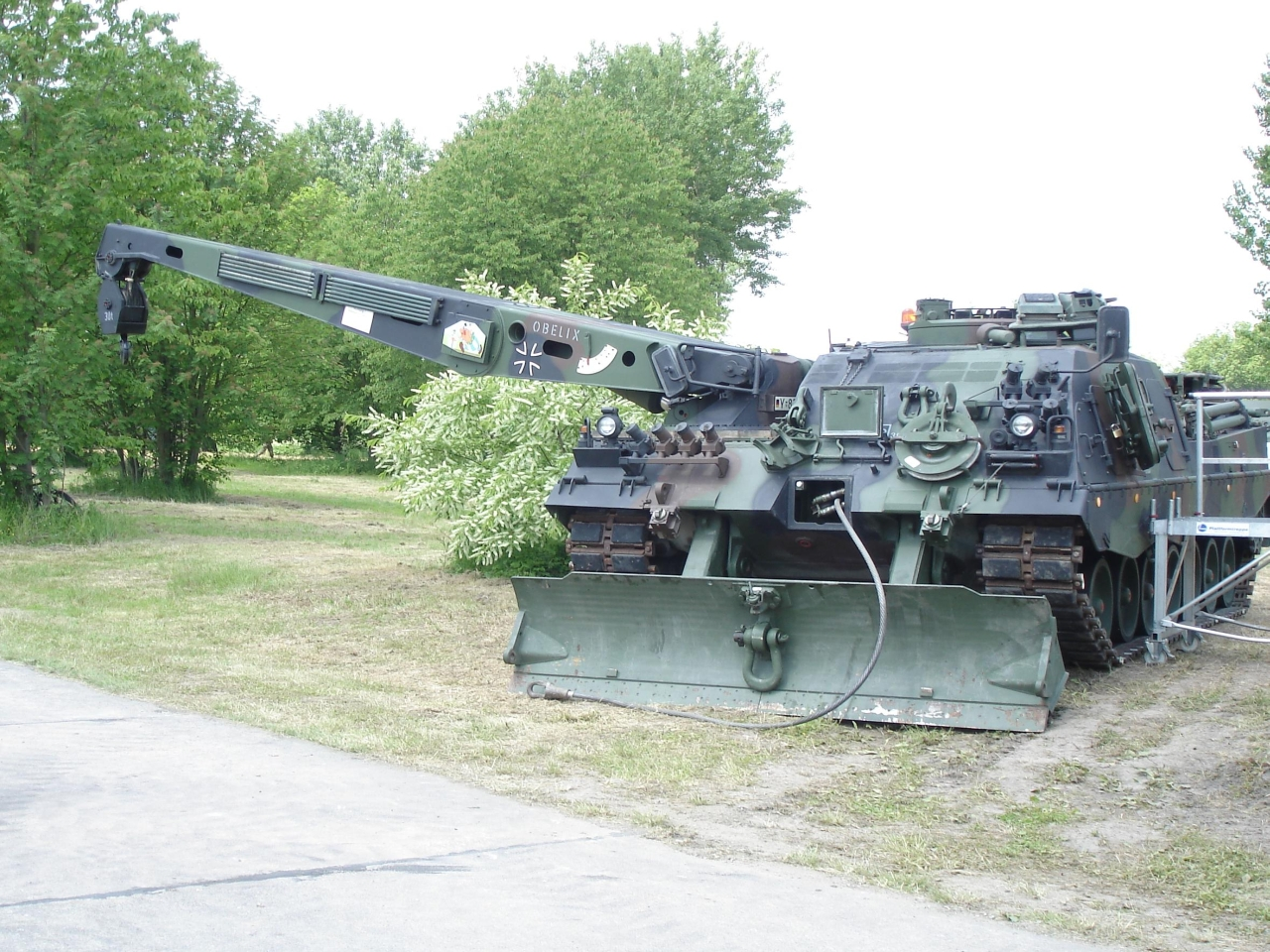
Německý vyprošťovací tank Büffel na podvozku tanku Leopard 2

Vyprošťovací tank je samohybné obrněné transportní vozidlo určené k vlečení havarované a poškozené techniky, k vyprošťování techniky, ke zdvíhání břemen (např. tankových motorů při jejich opravě či výměně) a přepravě materiálu na plošině. K jeho výbavě patřívá i elektrická svářečka, či různé nářadí k opravám techniky v polním prostředí.

### Ženijní tank

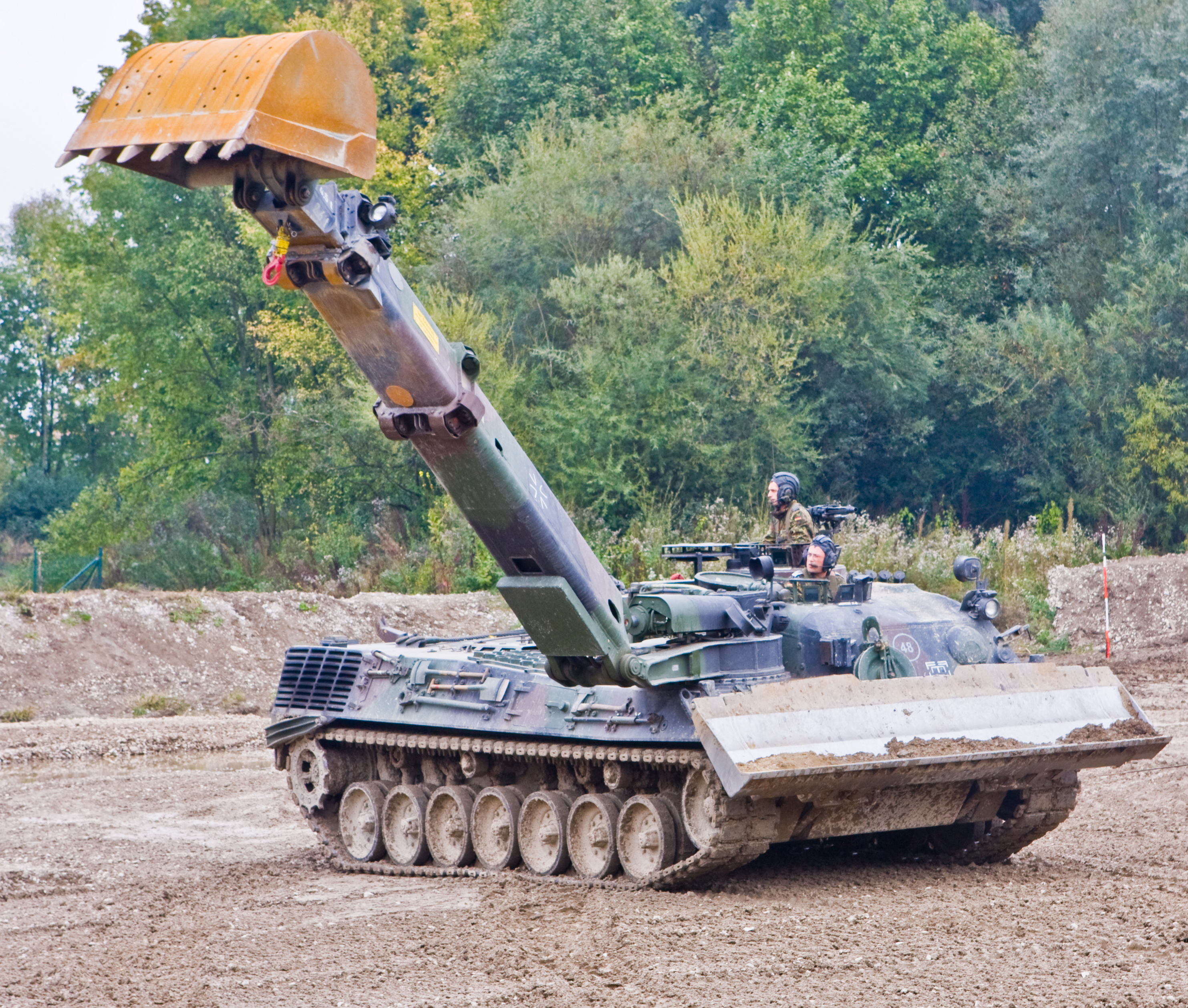
Německý ženijní tank Pionierpanzer 2 DACHS na podvozku tanku Leopard 1

Tankový podvozek vybavený např. dozerovou radlicí, rypadlovým ramenem apod. Současně převáží spoustu ručního nářadí (lopaty, krumpáče, sekery apod.). Taktéž může plnit úlohy vyprošťovacího tanku.

### Těžký obrněný transportér

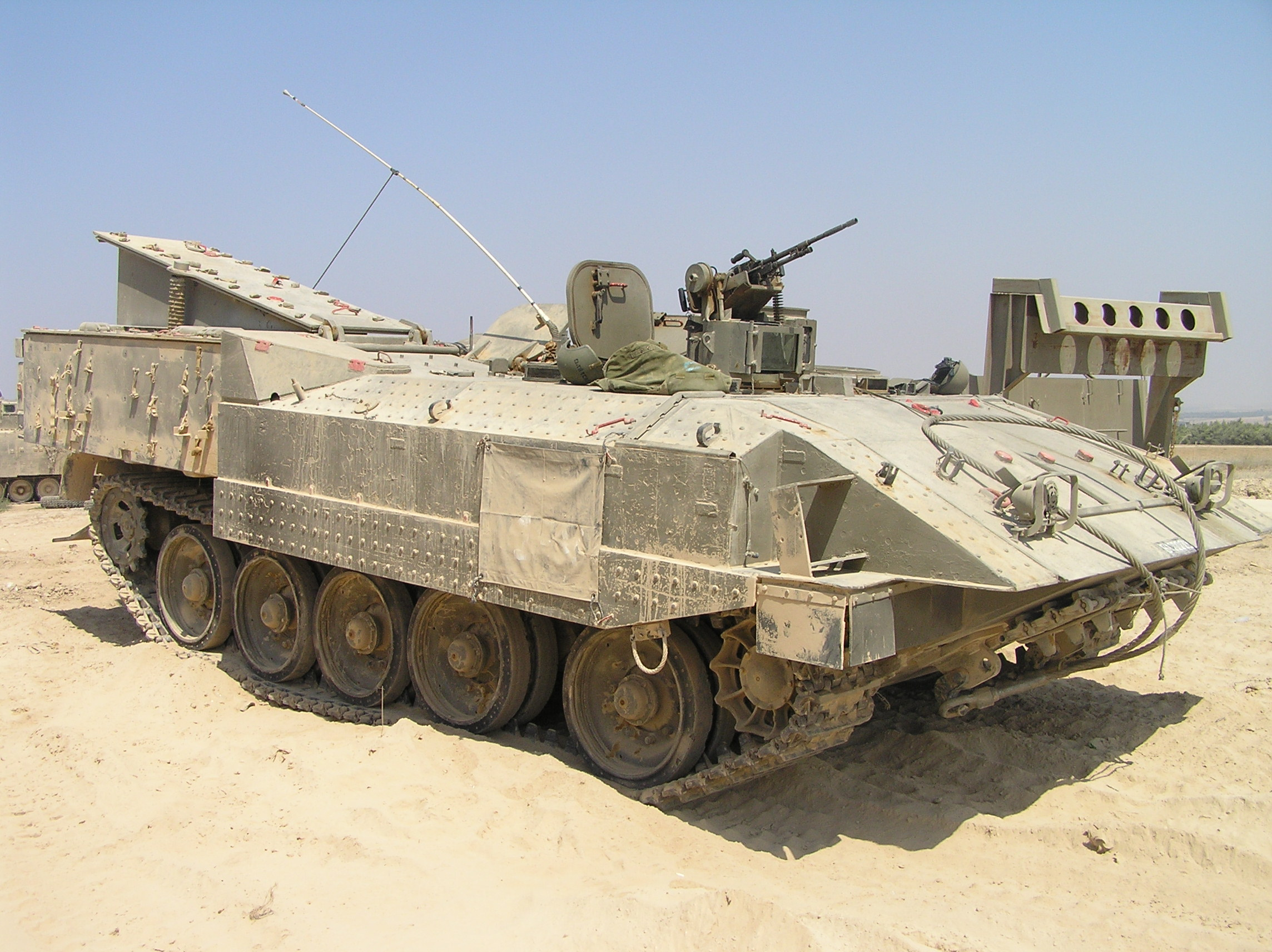
Izraelský těžký obrněný transportér Achzarit na podvozku tanku T-55

Jde o využití silně pancéřovaného tankového podvozku k přepravě pěchoty na bojiště. Průkopníkem v této oblasti je Izrael, který nejdříve k tomuto účelu přestavoval ukořistěné tanky sovětského původu, u kterých odstranil věž (čímž vznikl prostor pro výsadek) a původní motor s převodovkou vyměnil za menší motor-převodový blok (což umožnilo vytvořit vedle tohoto bloku tunel pro výstup výsadku zadkem tanku). V současné době Izrael zavádí do výzbroje těžké OT Namer na bázi tanků Merkava (díky umístění motoru vepředu jsou tyto přestavby jednodušší). Nějaké konstrukce těžkých OT vznikly i v Rusku, u těch ale nedošlo k výměně motoru, takže pěší výsadek je odkázán na poklopy ve stropě – tím je v boji velmi zranitelný.

### Jiný bojový prostředek

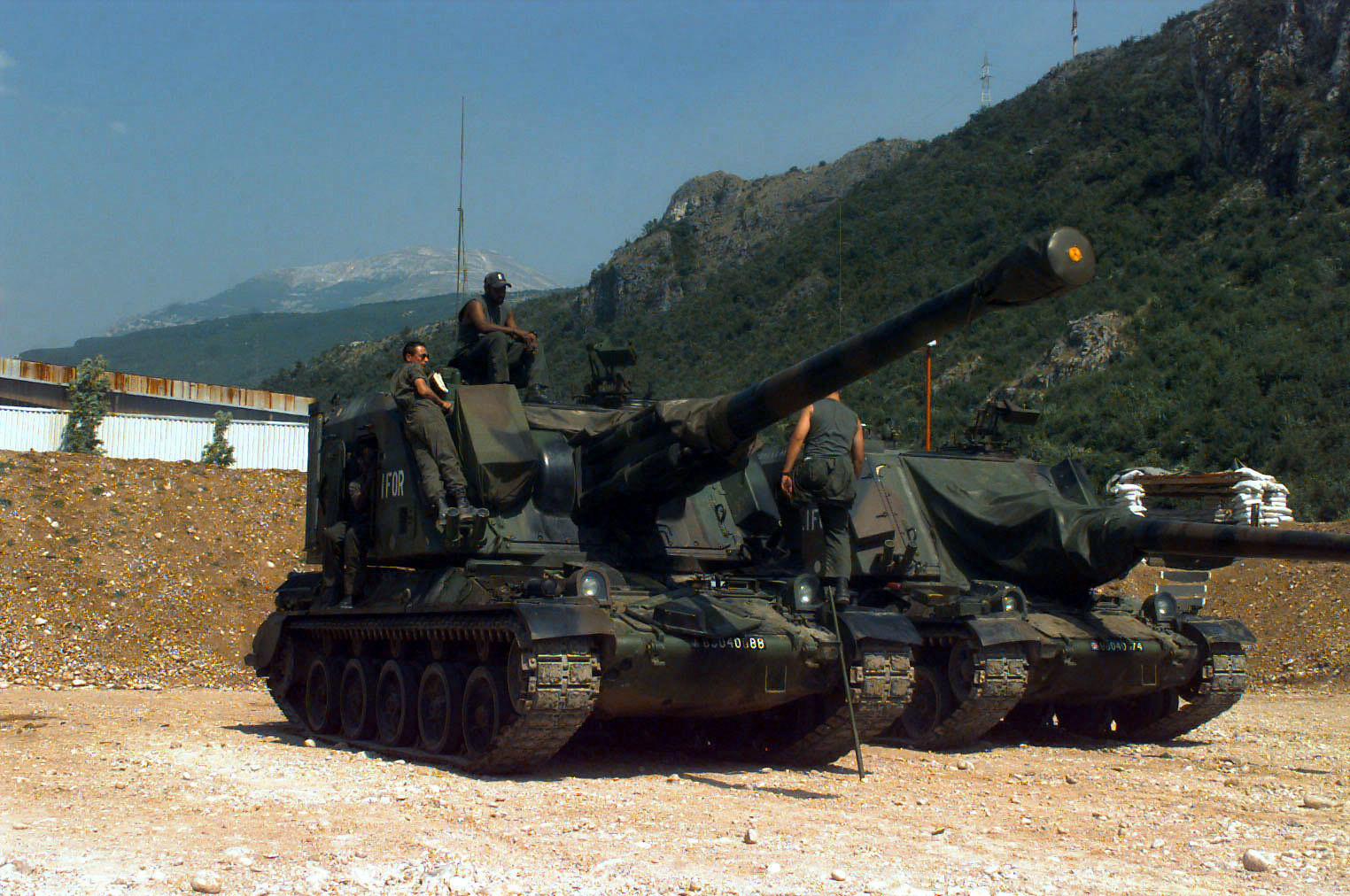
Francouzská 155mm samohybná houfnice GCT na podvozku tanku AMX-30

Místo tankové střelecké věže se na podvozek osadí věž s jinou výzbrojí – např. s houfnicí (Samohybná kanónová houfnice), s protiletadlovými kanóny (Samohybný protiletadlový systém) apod. Výhodou oproti konstrukci speciálního podvozku je snížení vývojových a výrobních nákladů. Nevýhodou je větší hmotnost podvozku (díky silnějšímu pancéřování, které se u spec. podvozků nepoužívá) a většinou také větší spotřeba pohonných hmot.

### Hasicí tank
Hasicí tank představuje využití podvozků vyřazovaných tanků pro civilní použití. Je určen k likvidaci všech druhů požárů ve složitých terénních podmínkách a průmyslových aglomeracích (např. lesy, elektrárny, ropné rafinérie, plynovody, povrchové doly apod.). K tomuto účelu je místo střelecké věže osazena nová velká věž s nádržemi na vodu a pěnidlo, osazená vysokotlakými proudnicemi ovládanými z vozidla. Proti vysokým teplotám v prostoru použití může být chráněno vodní mlhou, která je tvořena vodou hnanou pod vysokým tlakem tryskami umístěnými na povrchu vozidla. Hašení požáru lze provádět také ručními proudnicemi, které je možno připojit k vozidlu. Při hašení je možno průběžné doplňovat vodu. Bývá vybaven měřením teploty povrchu vozidla, kamerovým systémem, radiostanicí a dálkovým ovládáním.

## V přísloví
Tank je i v českém přísloví: „Bordel jako v tanku“, což je zajímavý protimluv, protože v tanku musí být pořádek.
Někdy se proto používá „Bordel jako v převráceným tanku“. Jedna z teorií praví, že toto přísloví vzniklo díky prázdným nábojnicím, které se po výstřelu volně pohybovaly po podlaze korby ve vnitřním prostoru tanku a představovaly poměrné velké bezpečnostní riziko pro posádku, především v případě obdrženého zásahu. V takovém případě se prázdné nábojnice mohly rozletět na všechny strany a ve stísněném prostoru uvnitř tanku vážně zranit či usmrtit posádku. Tato situace nastávala především v ruských tancích během náročných bojů druhé světové války, ve kterých nebyl vyřešen postup, jak nakládat s prázdnými nábojnicemi.